# Sharabutdin Magomedov
Sharabutdin Magomedovich Magomedov (en ruso: Шарабутдин Магомедович Магомедов; Majachkalá, 16 de mayo de 1994), más conocido como Shara Magomedov o por su alias “Shara Bullet”, es un artista marcial mixto ruso que compite en la categoría de peso medio de Ultimate Fighting Championship (UFC). Desde el 29 de octubre de 2024 es el número 14 en la clasificación de peso medio de la UFC.

## Primeros años
Nacido el 16 de mayo de 1994 en la república rusa de Daguestán. El fútbol fue el primer deporte que practicó cuando era niño, pero tras una discusión con un rival, fue expulsado del equipo y hubo una pelea entre los dos equipos.Esto le motivo a empezar a practicar artes marciales. Comenzó a entrenar desde chico y rápidamente le tomó el gusto a la práctica de lucha y de artes marciales.
Magomedov comenzó su carrera en los deportes de combate en el boxeo. Después de mudarse a Moscú, se pasó al muay thai, donde ganó el campeonato ruso.
Magomedov es ciego de un ojo. La explicación de esta discapacidad se encuentra en una lesión que sufrió en 2016 y que le privó de la visión en uno de sus ojos. «Las operaciones fueron costosas, y en ese momento me encontraba bajo el cuidado de mis padres. Fue una situación muy difícil para mí, llegué a no entrenar por dos años» dijo Magomedov. Y debido a la falta de atención, la condición empeoró y requirió ocho cirugías en el transcurso de aproximadamente un año y medio. Es familia del influencer ruso Hasbulla Magomedov.

## Carrera de artes marciales mixtas

### Carrera temprana
A pesar de su éxito, el bajo salario y las deudas acumuladas le provocaron dificultades para encontrar instalaciones de entrenamiento adecuadas, por este motivo Shara decidió migrar a las MMA.
Peleó en organizaciones asiáticas como Chin Woo Men y The King Fighting Championship (ambas de China), acumulo un record de 11-0 antes de debutar en UFC.

### Ultimate Fighting Championship
Magomedov debutó en UFC contra Bruno Silva el 21 de octubre de 2023, en UFC 294. Ganó la pelea por decisión unánime.
Magomedov estaba programado para enfrentar a Ihor Potieria el 22 de junio de 2024, en UFC on ABC 6.  Sin embargo, Potieria fue llamado para enfrentar a Michel Pereira en UFC 301 y Magomedov fue reprogramado para enfrentar al debutante Joilton Lutterbach.  A su vez, Lutterbach se retiró del combate debido a que dio positivo por una sustancia prohibida y enfrentó a Antonio Trócoli. Ganó la pelea por nocaut técnico en el tercer asalto. Esta pelea lo hizo merecedor de su primer premio a la Actuación de la Noche.
Magomedov enfrentó a Michał Oleksiejczuk el 3 de agosto de 2024, en UFC on ABC 7. Ganó la pelea por decisión unánime. Esta pelea lo hizo merecedor de su primer premio de Pelea de la Noche.

## Controversias

### Incidente en un centro comercial
Magomedov estuvo involucrado en una agresión en un centro comercial el 15 de marzo de 2022 en Daguestán. Magomedov que se sintió ofendido por una pareja que se besaban delante de él en una escalera mecánica, decidió atacar al extraño. El altercado fue captado por las cámaras donde se ve que Magomedov espera al hombre en una salida, donde le da un puñetazo y le pisotea la cabeza.
Bajo estas circunstancias, su contrato con UFC terminó siendo pospuesto.

## Campeonatos y logros
- Ultimate Fighting Championship
  - Actuación de la Noche (Una vez) vs. Antonio Trocoli[15]
  - Pelea de la Noche (Una vez) vs. Michał Oleksiejczuk[17]
- Arena Global
  - Campeonato de peso semipesado AG (una vez)

## Récord en artes marciales mixtas
| Récord profesional | Récord profesional | Récord profesional |
| 17 peleas          | 16 victorias       | 1 derrota          |
| ------------------ | ------------------ | ------------------ |
| Nocaut             | 12                 | 0                  |
| Decisión           | 4                  | 1                  |

| Resultado | Récord | Oponente             | Método                        | Evento                                                     | Fecha                   | Ronda | Tiempo | Localización   | Notas                                                      |  |
| --------- | ------ | -------------------- | ----------------------------- | ---------------------------------------------------------- | ----------------------- | ----- | ------ | -------------- | ---------------------------------------------------------- |  |
| Victoria  | 16–1   | Marc-André Barriault | Decisión (unánime)            | UFC on ABC: Whittaker vs. de Ridder                        | 26 de julio de 2025     | 3     | 5:00   | Abu Dabi       | Pelea de la Noche.                                         |  |
| Derrota   | 15–1   | Michael Page         | Decisión (unánime)            | UFC Fight Night: Adesanya vs. Imavov                       | 1 de febrero de 2025    | 3     | 5:00   | Riad           |                                                            |  |
| Victoria  | 15–0   | Armen Petrosyan      | TKO (doble spining back fist) | UFC 308                                                    | 26 de octubre de 2024   | 2     | 4:52   | Abu Dabi       | Actuación de la Noche.                                     |  |
| Victoria  | 14–0   | Michał Oleksiejczuk  | Decisión (unánime)            | UFC on ABC: Sandhagen vs. Nurmagomedov                     | 3 de agosto de 2024     | 3     | 5:00   | Abu Dhabi      | Pelea de la Noche.                                         |  |
| Victoria  | 13–0   | Antonio Trocoli      | TKO (rodillazo y golpes)      | UFC on ABC: Whittaker vs. Aliskerov                        | 22 de junio de 2024     | 3     | 2:27   | Riad           | Actuación de la Noche.                                     |  |
| Victoria  | 12–0   | Bruno Silva          | Decisión (unánime)            | UFC 294                                                    | 21 de octubre de 2023   | 3     | 5:00   | Abu Dhabi      |                                                            |  |
| Victoria  | 11–0   | Kushal Vyas          | TKO (rodillazos y golpes)     | Thailand Fighting Championship 10                          | 11 de diciembre de 2022 | 1     | 0:08   | Phuket         |                                                            |  |
| Victoria  | 10–0   | Mijaíl Ragozin       | Decisión (unánime)            | RCC 13                                                     | 12 de octubre de 2022   | 3     | 5:00   | Ekaterimburgo  |                                                            |  |
| Victoria  | 9–0    | Serguéi Martínov     | TKO (rodillazos)              | RCC Intro 22                                               | 13 de agosto de 2022    | 3     | 2:34   | Ekaterimburgo  | Regreso a peso mediano.                                    |  |
| Victoria  | 8–0    | Rodrigo carlos       | TKO (golpes)                  | Arena global 17                                            | 26 de febrero de 2022   | 1     | 4:33   | Rio de Janeiro | Ganó el título vacante de peso semipesado de Arena Global. |  |
| Victoria  | 7–0    | Joel dos santos      | TKO (patada de talón)         | AMC Fight Nights 106                                       | 27 de noviembre de 2021 | 2     | 0:13   | Syktyvkar      |                                                            |  |
| Victoria  | 6–0    | Mijaíl Allajverdiano | KO (codazo)                   | AMC Fight Nights 105                                       | 16 de octubre de 2021   | 1     | 4:41   | Sochi          |                                                            |  |
| Victoria  | 5–0    | Yakub Kediev         | TKO (rodillazos)              | AMC Fight Nights 103                                       | 15 de julio de 2021     | 1     | 2:35   | Sochi          | Debut en el peso Medio.                                    |  |
| Victoria  | 4–0    | Wulan Muhemaitihali  | KO (rodillazos al cuerpo)     | CWM MMA - Chin Woo Masculino: Temporada 2017-2018, Etapa 6 | 3 de noviembre de 2018  | 1     | 0:56   | Cantón         |                                                            |  |
| Victoria  | 3–0    | Yeshan Yersen        | TKO (golpes)                  | The King Fighting Championship                             | 19 de febrero de 2018   | 1     | N/A    | Tengchong      |                                                            |  |
| Victoria  | 2–0    | Zhaidi Aili          | TKO (patada en la pierna)     | CWM MMA - Chin Woo Masculino: Temporada 2017-2018, Etapa 4 | 21 de enero de 2018     | 2     | 2:22   | Anhui          |                                                            |  |
| Victoria  | 1–0    | Yincang Bao          | TKO (golpes)                  | CWM MMA - Chin Woo Masculino: Temporada 2017-2018, Etapa 2 | 10 de diciembre de 2017 | 1     | 0:43   | Wuhan          | Debut en el peso Welter.                                   |  |

### Exhibición profesional
| Récord profesional de exhibición | Récord profesional de exhibición | Récord profesional de exhibición |
| 5 peleas                         | 5 victorias                      | 0 derrotas                       |
| -------------------------------- | -------------------------------- | -------------------------------- |
| Nocaut                           | 3                                | 0                                |
| Decisión                         | 2                                | 0                                |

| Resultado | Récord | Oponente           | Método             | Evento                                                     | Fecha                    | Ronda | Tiempo | Localización | Notas |
| --------- | ------ | ------------------ | ------------------ | ---------------------------------------------------------- | ------------------------ | ----- | ------ | ------------ | ----- |
| Victoria  | 5–0    | Pavel Burlutsky    | TKO (golpes)       | Nashe Delo - Grand Prix Final: Shara Bullet vs. Burlutskiy | 11 de abril de 2022      | 1     | 1:55   | Moscú        |       |
| Victoria  | 4–0    | Ivan Maydanchyuk   | TKO (retiro)       | Nashe Delo - Emelianenko vs. Tarasov                       | 22 de septiembre de 2021 | 1     | 3:00   | Moscú        |       |
| Victoria  | 3–0    | Vladislav Kovalev  | Decisión (unánime) | Nashe Delo - Magomedov vs. Kovalev                         | 4 de agosto de 2021      | 3     | 3:00   | Moscú        |       |
| Victoria  | 2–0    | Eldar Garafutdinov | Decisión (unánime) | Nashe Delo 9 - Stoun vs. Nosov                             | 13 de abril de 2021      | 3     | 3:00   | Moscú        |       |
| Victoria  | 1–0    | Vasiliy Zubkov     | TKO (retiro)       | Nashe Delo 7 - Dobryak vs. Nosov                           | 2 de febrero de 2021     | 3     | 1:06   | Moscú        |       |